# العلاقات الفنلندية الكوبية
العلاقات الفنلندية الكوبية هي العلاقات الثنائية التي تجمع بين فنلندا وكوبا.

## مقارنة بين البلدين
هذه مقارنة عامة ومرجعية للدولتين:
| وجه المقارنة                                              | فنلندا                                                                               | كوبا                              |
| --------------------------------------------------------- | ------------------------------------------------------------------------------------ | --------------------------------- |
| المساحة (كم2)                                             | 338.42 ألف                                                                           | 109.88 ألف                        |
| عدد السكان (نسمة)                                         | 5.52 مليون                                                                           | 11.48 مليون                       |
| الكثافة السكانية (ن./كم²)                                 | 16.31                                                                                | 104.48                            |
| العاصمة                                                   | هلسنكي                                                                               | هافانا                            |
| اللغة الرسمية                                             | اللغة الفنلندية، اللغة السويدية                                                      | اللغة الإسبانية                   |
| العملة                                                    | يورو، ماركا فنلندية                                                                  | بيزو كوبي، بيزو كوبي قابل للتحويل |
| الناتج المحلي الإجمالي (بليون دولار)                      | 251.88 مليار                                                                         | 87.13 مليار                       |
| الناتج المحلي الإجمالي (تعادل القوة الشرائية) بليون دولار | 231.84 مليار                                                                         |                                   |
| الناتج المحلي الإجمالي الاسمي للفرد دولار أمريكي          | 42.31 ألف                                                                            |                                   |
| الناتج المحلي الإجمالي للفرد دولار أمريكي                 | 40.68 ألف                                                                            |                                   |
| مؤشر التنمية البشرية                                      | 0.883                                                                                | 0.769                             |
| رمز المكالمات الدولي                                      | +358                                                                                 | +53                               |
| رمز الإنترنت                                              | .fi                                                                                  | .cu                               |
| المنطقة الزمنية                                           | ت ع م+02:00، ت ع م+03:00، أوروبا/هلسنكي ‏، توقيت شرق أوروبا، توقيت شرق أوروبا الصيفي ‏ | 00                                |

## منظمات دولية مشتركة
يشترك البلدان في عضوية مجموعة من المنظمات الدولية، منها:
| علم المنظمة | اسم المنظمة                   | تاريخ انضمام فنلندا | تاريخ انضمام كوبا |
| ----------- | ----------------------------- | ------------------- | ----------------- |
|             | يونسكو                        | 10 أكتوبر 1956      | 29 أغسطس 1947     |
|             | منظمة حظر الأسلحة الكيميائية  | ?                   | ?                 |
|             | منظمة التجارة العالمية        | 1995                | ?                 |
|             | الاتحاد البريدي العالمي       | ?                   | ?                 |
|             | منظمة الشرطة الجنائية الدولية | ?                   | ?                 |
|             | الأمم المتحدة                 | 14 ديسمبر 1955      | 24 أكتوبر 1945    |
|             | الاتحاد الدولي للاتصالات      | 1 سبتمبر 1920       | 16 يناير 1918     |
|             | المنظمة الهيدروغرافية الدولية | ?                   | ?                 |

## وصلات خارجية
- موقع وزارة الخارجية الفنلندية
- موقع وزارة الخارجية الكوبية